# Schronisko na Rzeżuchowej Polanie
Schronisko na Rzeżuchowej Polanie lub schronisko Tardika (słow. Chata pri Šalviovom prameni) – nieistniejące schronisko, stojące dawniej na Rzeżuchowej Polanie w słowackich Tatrach Bielskich.
Rzeżuchowa Polana znajduje się na wysokości 1200 m, na lewym brzegu Białej Wody Kieżmarskiej w Dolinie Kieżmarskiej. Wybija na niej źródło wody Zimna Studnia. W latach 1903–1904 Węgierskie Stowarzyszenie Karpackie wybudowało tutaj schron dla turystów. Mógł z niego korzystać każdy turysta, ze schronu korzystali także myśliwi. W 1927 r. Július Tardík, który prowadził restaurację w Tatrzańskiej Szczyrbie, wybudował tutaj drewniane schronisko. Miało 4 pokoje i wspólną jadalnię. Przez turystów zostało nazwane “Chatą Tardíka”. W 1945 r. schronisko zostało przejęte przez Klub Słowackich Turystów i Narciarzy (KSTiN), po 1950 zaś stało się własnością ROH (Revolučné odborové hnutie). Pod jego zarządem niszczało i w 1958 r. zostało rozebrane. Pozostały tylko fundamenty.

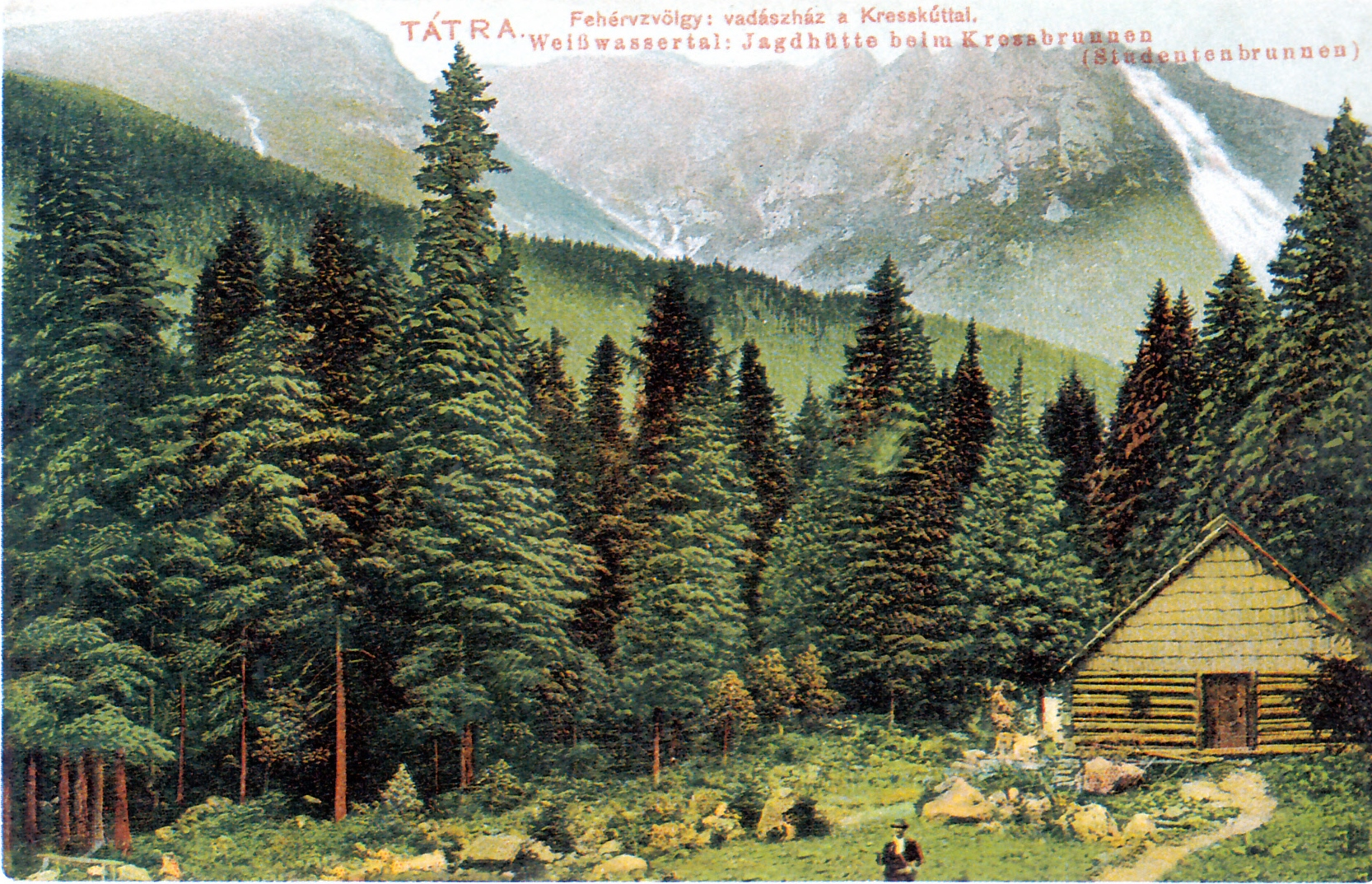
Schron
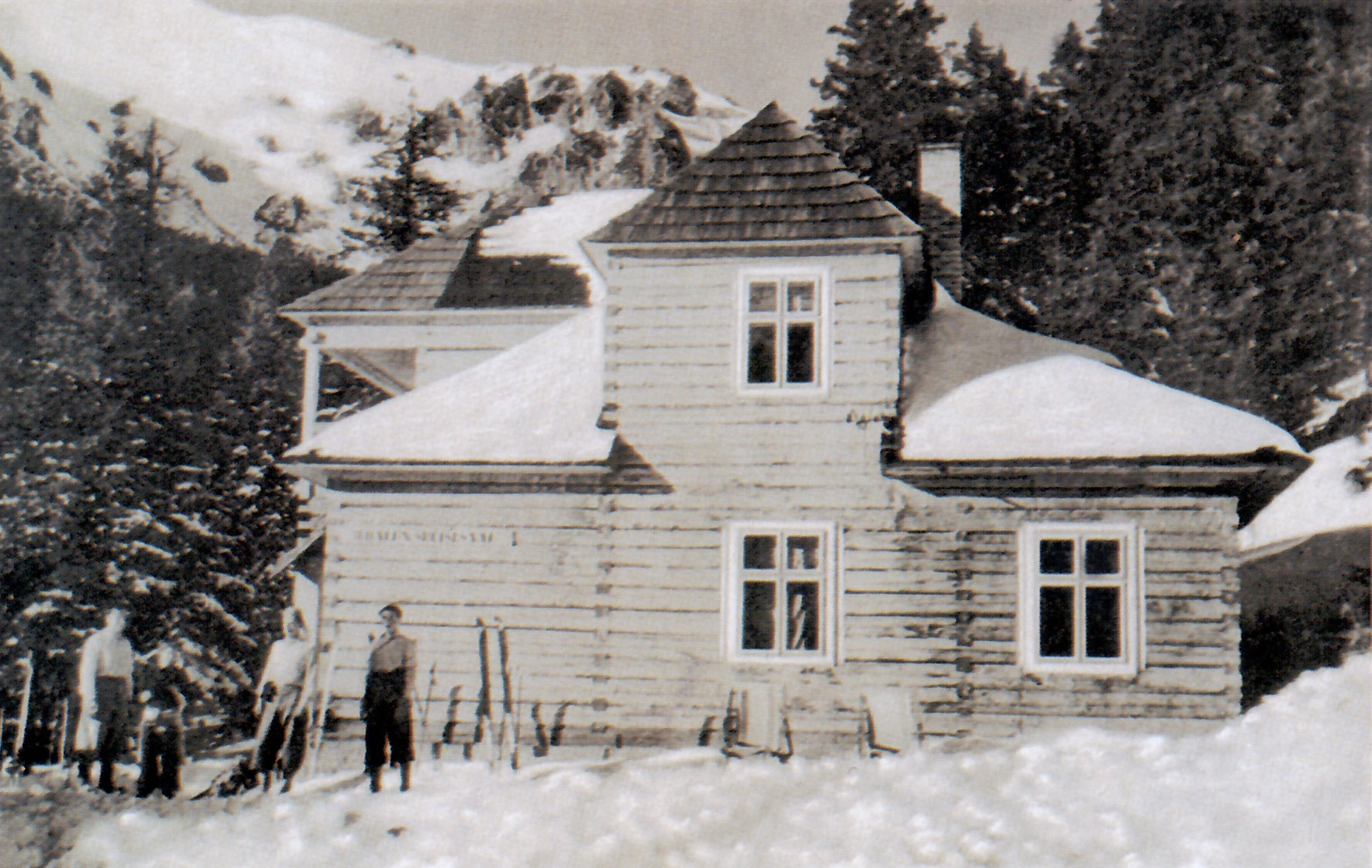
Tardíkova chata w roku 1934
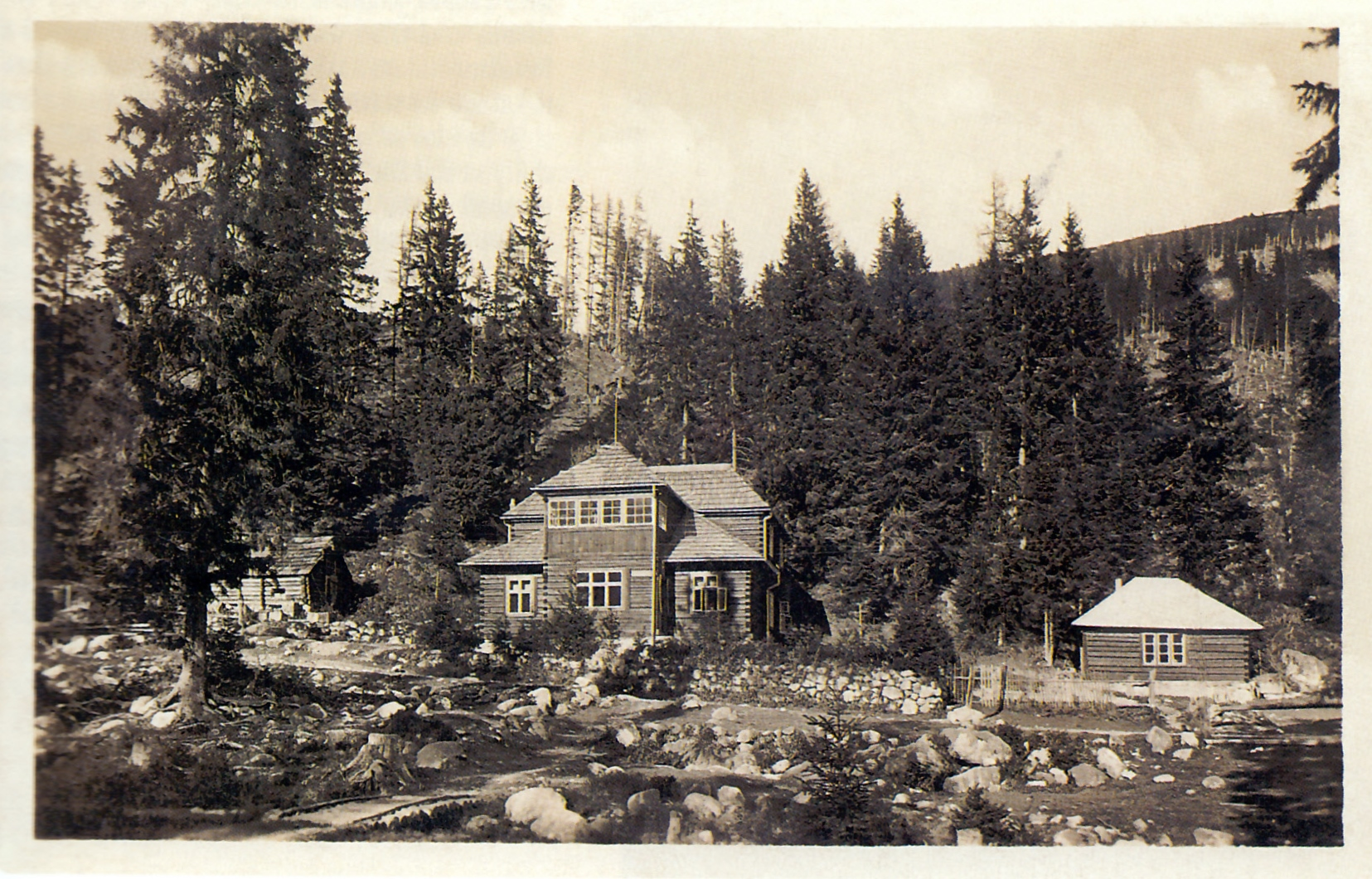
Tardíkova chata w roku 1949

## Turystyka
Obecnie na Rzeżuchowej Polanie jest skrzyżowanie szlaków turystycznych, obudowana studzienka z wodą oraz wiata i ławki. 
  – żółty szlak od przystanku i parkingu Biała Woda przy Drodze Wolności pomiędzy Matlarami a Kieżmarskimi Żłobami i prowadzący przez Zbójnicką Polanę i Rzeżuchową Polanę wzdłuż Białej Wody Kieżmarskiej aż nad Zielony Staw Kieżmarski, a stamtąd Doliną Jagnięcą na Jagnięcy Szczyt.
- Czas przejścia od Drogi Wolności do schroniska nad Zielonym Stawem: 2:55 h, ↓ 2:30 h
- Czas przejścia ze schroniska na Jagnięcy Szczyt: 2:30 h, ↓ 2 h

  – niebieski szlak z Matlar przez Rzeżuchową Polanę do Doliny Białych Stawów nad Wielki Biały Staw i stamtąd przez Wyżnią Przełęcz pod Kopą na Przełęcz pod Kopą.
- Czas przejścia z Matlar nad Wielki Biały Staw: 3:30 h, ↓ 2:45 h
- Czas przejścia znad stawu na Przełęcz pod Kopą: 45 min, ↓ 35 min